# Omar Richards
Omar Tyrell Crawford Richards, född 15 februari 1998, är en engelsk professionell fotbollsspelare som spelar som vänsterback eller wingback för Premier League-klubben Nottingham Forest.

## Karriär
Den 10 juli 2022 värvades Richards av nyuppflyttade Premier League-klubben Nottingham Forest, där han skrev på ett fyraårskontrakt.